# Ugglebergen
För andra betydelser, se Uggleberget.

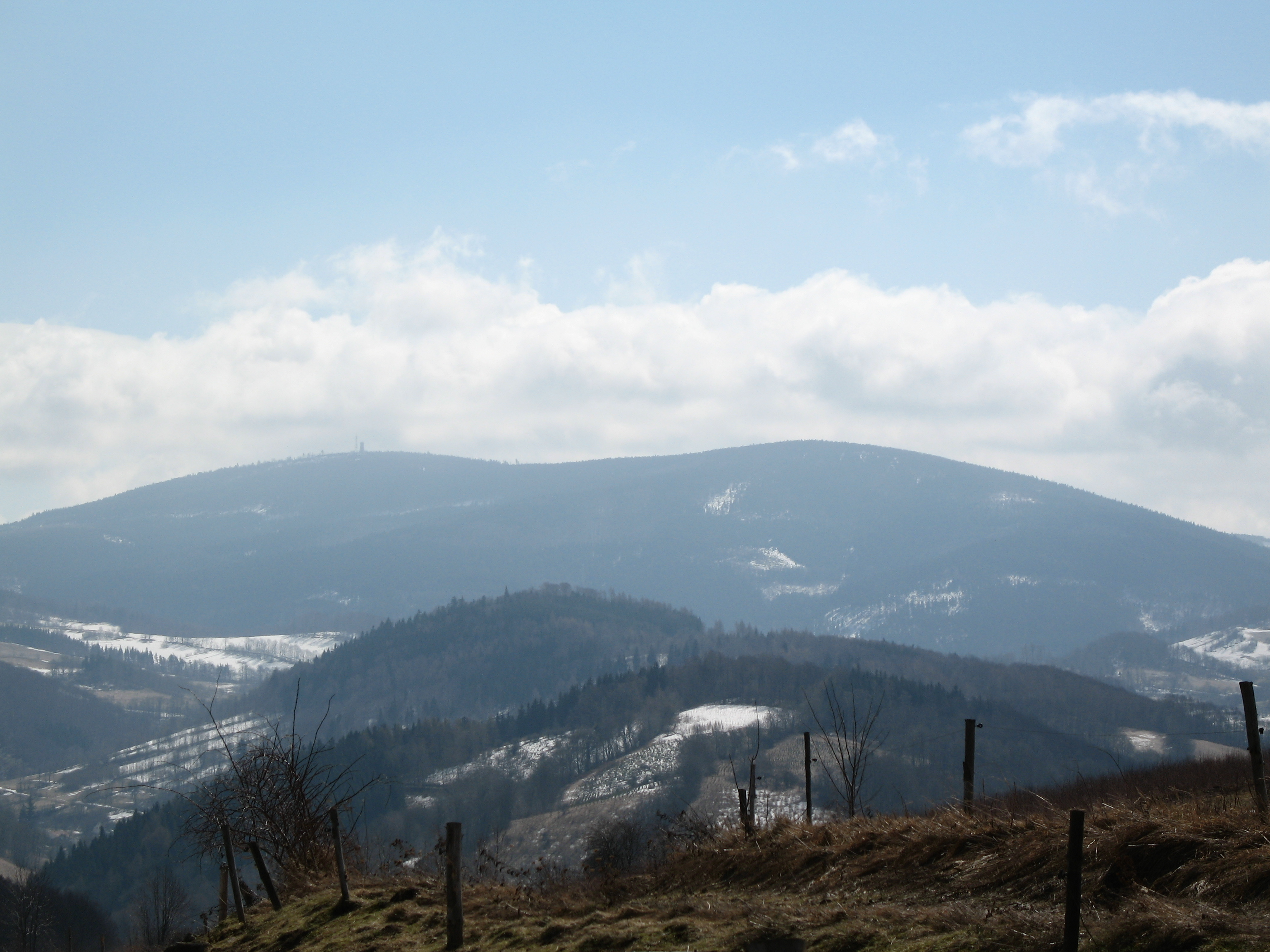
Wielka Sowa

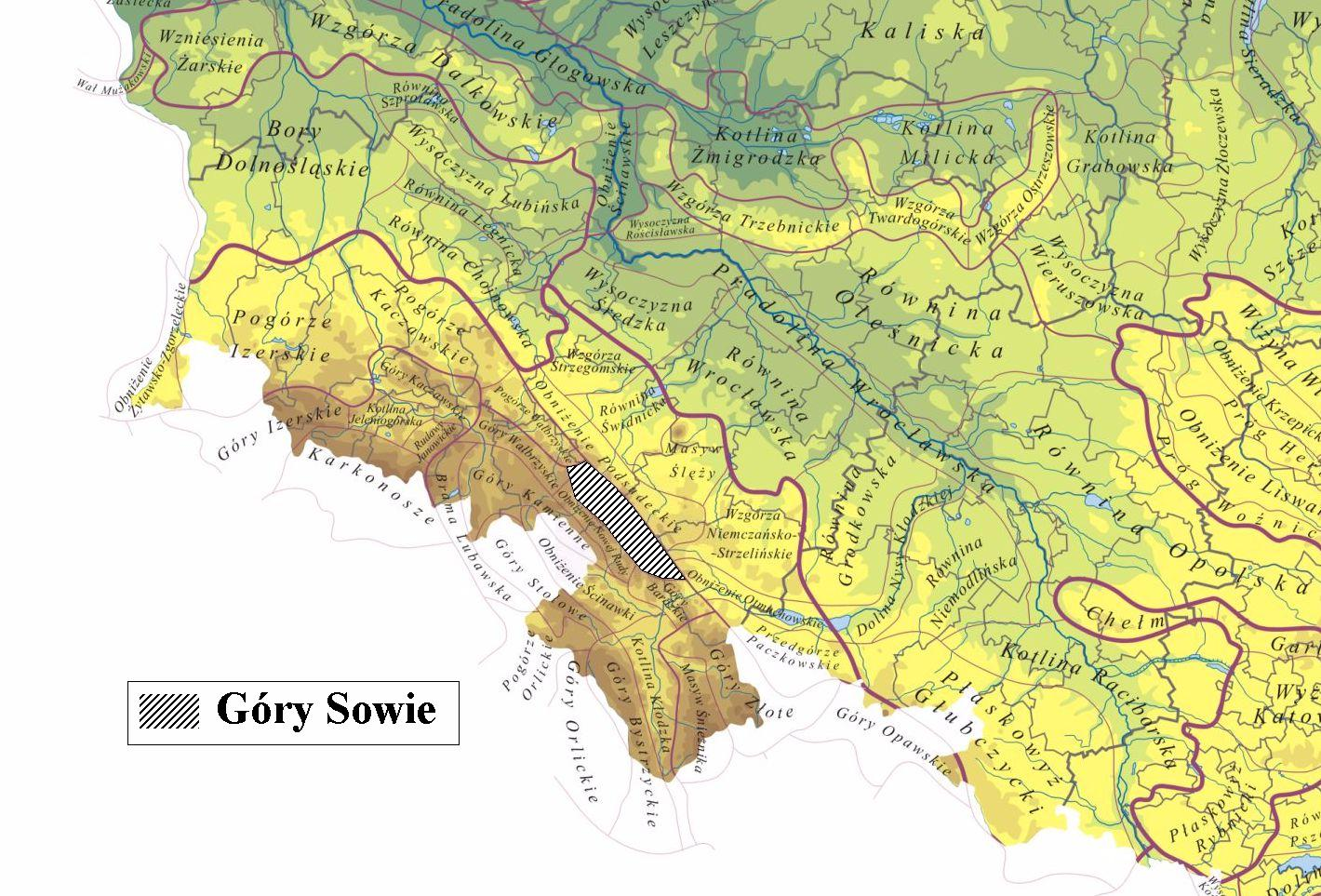
Bergskedjan markerad i grått på den polska geomorfologiska kartan.

Ugglebergen, polska: Góry Sowie, tyska: Eulengebirge, tjeckiska: Soví hory, är en brant bergsrygg i i Nedre Schlesiens vojvodskap i sydvästra Polen, utgörande en del av bergskedjan Sudeterna. Den högsta toppen är Wielka Sowa, tyska: Hohe Eule, på 1 015 meter över havet. Bergskedjan avgränsas i nordväst av Bystrzycas (Weistritz) floddal och i sydost av bergspasset vid Srebrna Góra.
Området är ett populärt område för vandrings- och naturturism genom närheten till storstaden Wrocław, och sedan 1991 finns en naturpark och flera vandringsleder i området. De viktigaste turistorterna i regionen är Walim, Jugów och Sokolec.
Under andra världskriget påbörjade Nazityskland anläggandet av ett större bunkersystem och Führerhauptquartier i trakten av Walim samt under slottet Książ (Schloss Fürstenstein) i Wałbrzych, det så kallade Projekt Riese. Tvångsarbetare, koncentrationslägerfångar och krigsfångar arbetade på projektet mellan 1943 och 1945, och omkring 5000 fångar dog under arbetet. Projektet avbröts i slutet av kriget men delar av de halvfärdiga tunnlarna är idag öppna för visningar.